# Calcas (etnia)
Calcas (em mongol: Халх; romaniz.: Ḫalẖ; pronúncia: [xɑɮx]) é o maior subgrupo dos mongóis na Mongólia desde o século XV. Juntos com os chaares, ordos e tumedes, foram diretamente governados pelos cãs do clã Borjiguim até o século XX; ao contrário dos Oirates, que eram governados por nobres zungares ou pelos corchins, que eram governados pelos descendentes de Casar.